# Claude Chabanel
Claude Chabanel, né le 1er mai 1948, à Troyes, est un coureur cycliste français.

## Palmarès
| - 1971 - 3e étape des Trois Jours de Sedan - 2e du Grand Prix de Villapourçon - 3e de Bordeaux-Saintes - 1974 - 2e étape du Tour de l'Aube - 2e et 3e étapes du Tour de la Haute-Marne - Grand Prix d'Aix-en-Othe - Grand Prix de Villapourçon - 2e du Tour de la Haute-Marne - 1975 - Dijon-Auxonne-Dijon - 3e étape des Trois Jours de Sedan - Grand Prix d'Aix-en-Othe - 3e étape du Tour de la Haute-Marne - 1re étape des Deux Jours de Carignan - Grand Prix de Château-Chinon - Prix de La Charité-sur-Loire - Prix des Commerçants à Cérilly - Circuit du Morvan - 1976 - Auxerre-Nevers - Grand Prix de Fourchambault - Aillant-Châteauneuf-Aillant - Circuit du Morvan - 3e de Dijon-Auxonne-Dijon - 3e du Tour Nivernais Morvan - 1977 - Épernay-Sedan - Tour Nivernais Morvan : - Classement général - 2e étape - Grand Prix de Fourchambault - 3e du Tour du Gévaudan | - 1979 - 3e de Dijon-Auxonne-Dijon - 3e du Tour Nivernais Morvan - 1977 - Tour Nivernais Morvan - 3e du Tour du Gévaudan - 1978 - Grand Prix de Chardonnay - 2e du Circuit des Monts du Livradois - 1979 - Dijon-Auxonne-Dijon - 4e étape du Tour du Roussillon - 2e du Tour de Nouvelle-Calédonie - 1980 - 3e du Grand Prix de Villapourçon - 1981 - 2e du Grand Prix de Villapourçon - 2011 - Trophée de Bourgogne - 2012 - Trophée de Bourgogne - Trophée Passion - 2013 - La Chiappucci - La Machinoise (épreuve de 150 km) - 2016 - Champion de France Master 8 FFC - 2018 - 3e au Championnat du Monde UCI Varese - 2019 - Champion de France Master |  |